# Basil Gorgis
Basil Gorgis Hanna (in arabo باسل كوركيس‎?; Ankawa, 6 settembre 1961) è un ex calciatore iracheno, di ruolo centrocampista.

## Carriera
Con la Nazionale irachena ha partecipato ai Mondiali 1986 disputando 2 partite.